# Padre Geraldo Brandstetter

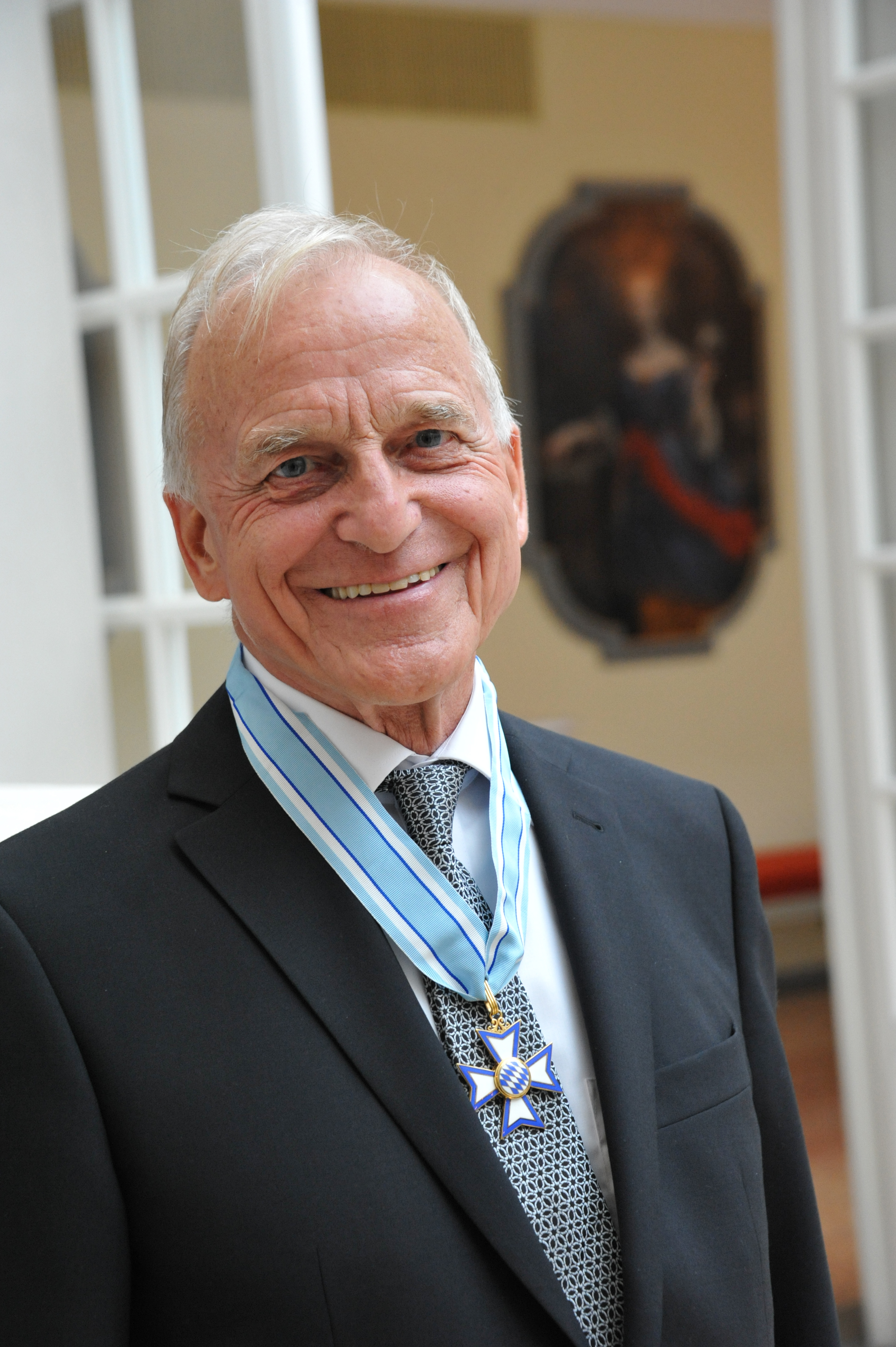
Padre Geraldo Brandstetter com a medalha de Ordem do Mérito da Baviera.

Gerhard Konrad Brandstetter, conhecido como Padre Geraldo Brandstetter, (Neuótting, Bayern, Alemanha, 10 de dezembro de 1935), é um sacerdote católico alemão, fundador da AMECC (Associação Menores com Cristo) em Guarabira - PB.

## História
Padre Geraldo Brandstetter nasceu em Neuótting, Bayern, Alemanha, 10 de dezembro de 1935, frequentou a Escola Primária em Neuötting de 1942 a 1946 e a Escola Secundária Humanística Leopoldinum em Passau de 1946 a 1954 , onde completou o ensino médio em 1954. Ele então ingressou no Seminário Santo Estêvão. estudou na Faculdade Filosófico-Teológica e de 1956 a 1959 na Universidade de Munique. Em 1961 foi ordenado sacerdote na Catedral de Santo Estêvão pelo Bispo Simon Konrad Landersdorfer.
Foi inicialmente cooperador na paróquia de Spiegelau-Riedlhütte e na paróquia de Röhrnbach antes de ser nomeado capelão diocesano do CAJ (Juventude trabalhadora cristã) na diocese de Passau.
Veio para o Brasil em missão no dia 1º de janeiro de 1969 chegou ao Rio de Janeiro em 7 de março de 1969 no cargueiro Geestemünde, começou a celebrar na diocese de Alagoinhas, onde ficou até 1987 assim voltando para Alemanha.
De volta na Alemanha Geraldo Brandstetter assumiu a Associação Paroquial de Jandelsbrunn, mas retornou ao Brasil, para o qual recebeu isenção do Bispo Franz Xaver Eder em 11 de setembro de 1989. Em 22 de novembro de 1989, partiu para outra missão na Diocese de Guarabira, no Nordeste do Brasil. Celebrou em várias paróquias. Tornou-se vice-presidente da Pastoral Juvenil, coordenador diocesano da Pastoral Juvenil e membro do Conselho Nacional da Pastoral Infantil.
Em 1990 fundou AMECC(Associação Menores com Cristo), uma instituição não governamental em grande parte financiada por doadores e engajada na promoção e garantia dos direitos das crianças e adolescentes que se encontram em situação de vulnerabilidade.

## Obras
Padre Geraldo Bransdistetter lançou em 2024 o livro: “Meu desabafo”. Esta obra conta a história da Associação Menores com Cristo, fundada em 1990. Padre Geraldo Brandstetter lançou dois livros, um na Alemanha e um no Brasil ambos sobre a fundação da organização AMECC.
A obra é constituída de memórias e narrações, com apoio de documentos, fotografias e, principalmente de desenhos artísticos de Cícero Deodato o primeiro jovem, que procurou, como que num grito, expressar o modo como entendia a vida e o mundo, e como ele próprio era visto pelos outros.

## Prêmios
- Cidadão Honorário da cidade de Guarabira em 1999
- Cidadão Honorário do Estado da Paraíba[8] em 2008
- “Medalha Dom Helder Câmara” por especial compromisso social[9] em 2007
- Cidadão honorário da cidade de Altötting[10] em 2015
- Ordem do Mérito da Baviera[11] em 2016
- Cruz do Mérito Federal[12] em 2018